# Koštilo (zidine)
Koštilo, zidine na brdu Koštilu iznad Bola, zaštićeno kulturno dobro.

## Opis dobra
Na istaknutom brdu „Koštilo“ iznad Bola su ostaci suhozida od priklesanog četvrtastog kamena s vanjskim i unutrašnjim licem. Visoki su mjestimično oko 3,5 m. Pripisuje se prapovijesnom gradinskom naselju koje je zbog istaknutog strateškog položaja prema Hvaru korišteno i u doba rimske vlasti.

## Zaštita
Pod oznakom Z-4930 zavedena je kao nepokretno kulturno dobro - pojedinačno, pravna statusa zaštićena kulturnog dobra, klasificirano kao "arheološka baština".